# Epictia munoai
Epictia munoai là một loài rắn trong họ Leptotyphlopidae. Loài này được Orejas-Miranda mô tả khoa học đầu tiên năm 1961.